# Forêts pluviales tempérées de Tasmanie
Localisation
Les forêts pluviales tempérées de Tasmanie forment une écorégion définie par le fonds mondial pour la Nature (WWF). Elle couvre l'ouest, le nord et le sud de l'île de Tasmanie. Elle appartient à l'écozone australasienne et au biome des forêts tempérées décidues et mixtes. 

## Protection
La moitié de l'écorégion est couverte d'aires protégées, comme le parc national Southwest (6 182 km²).

## Galerie

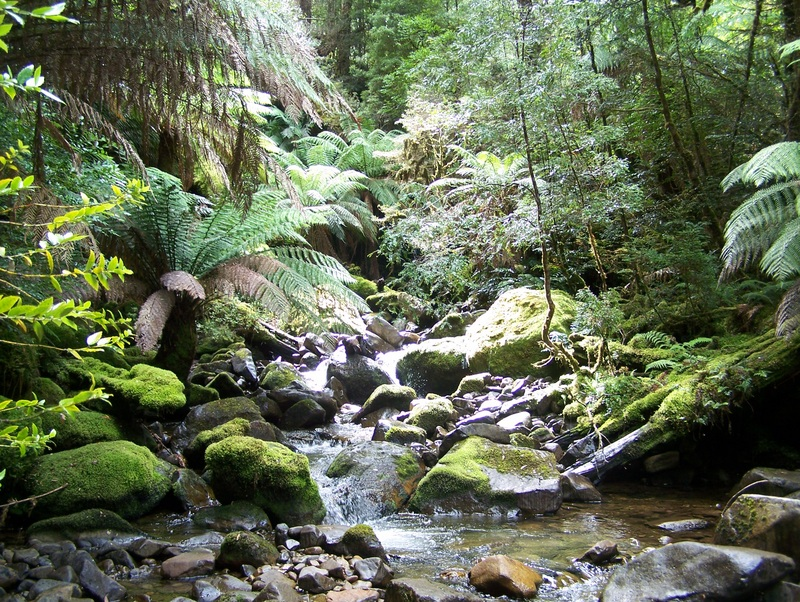
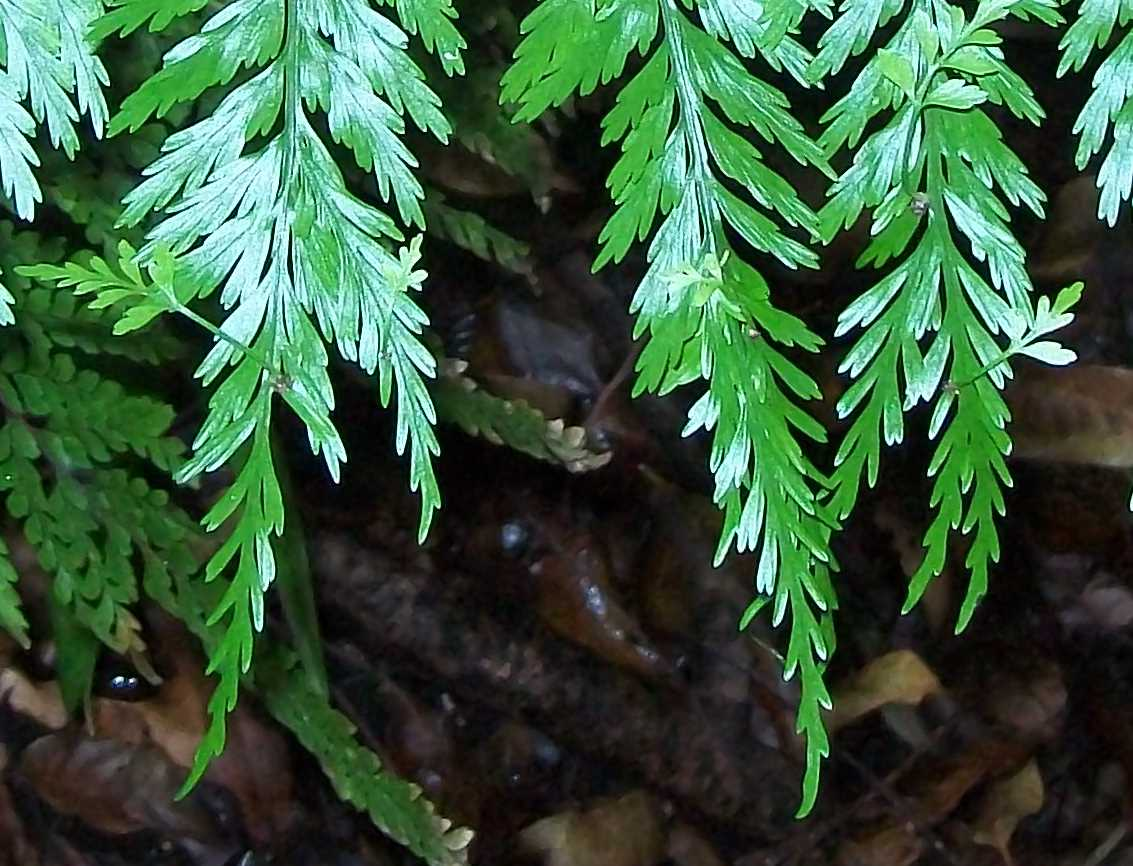
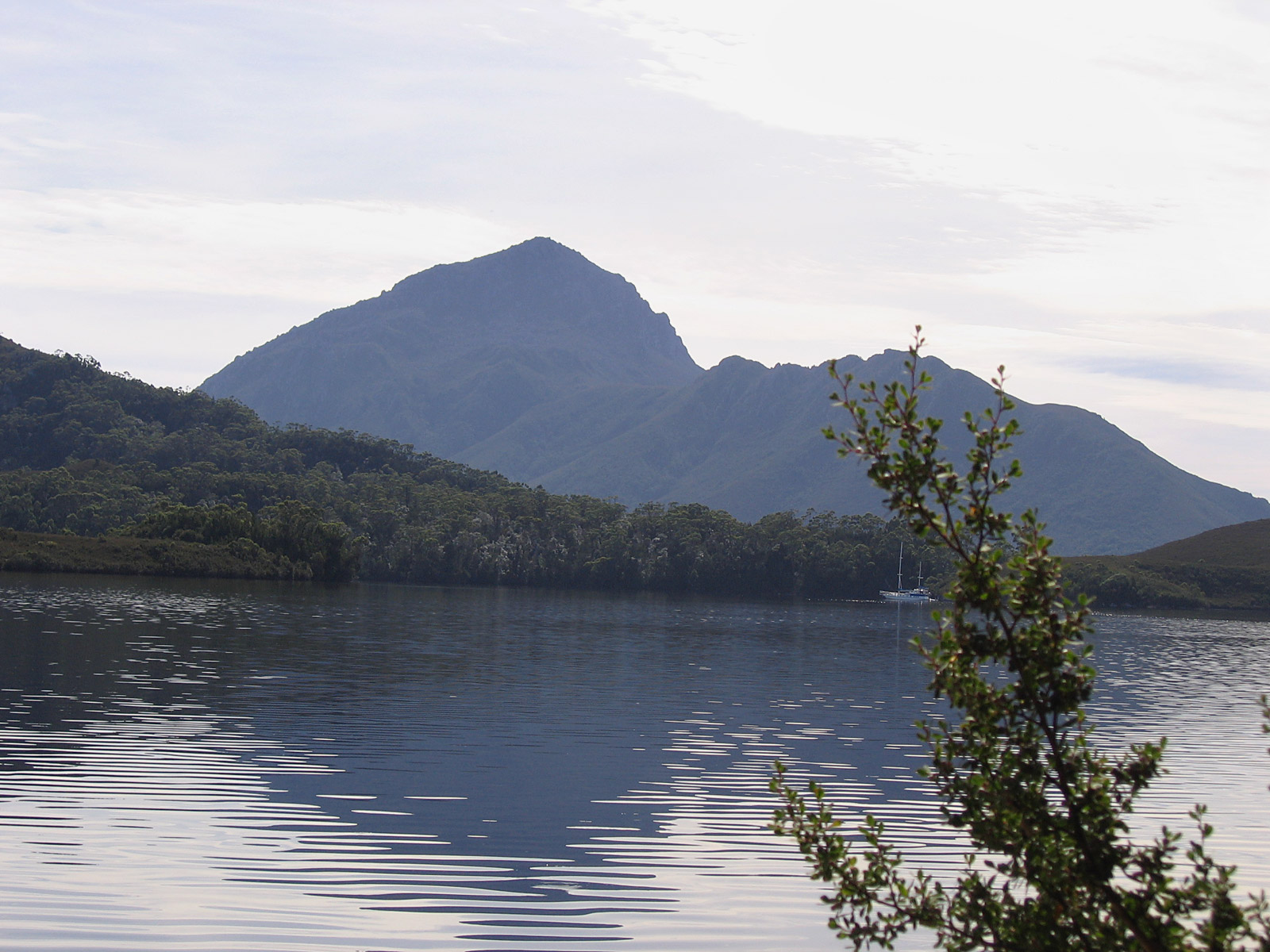
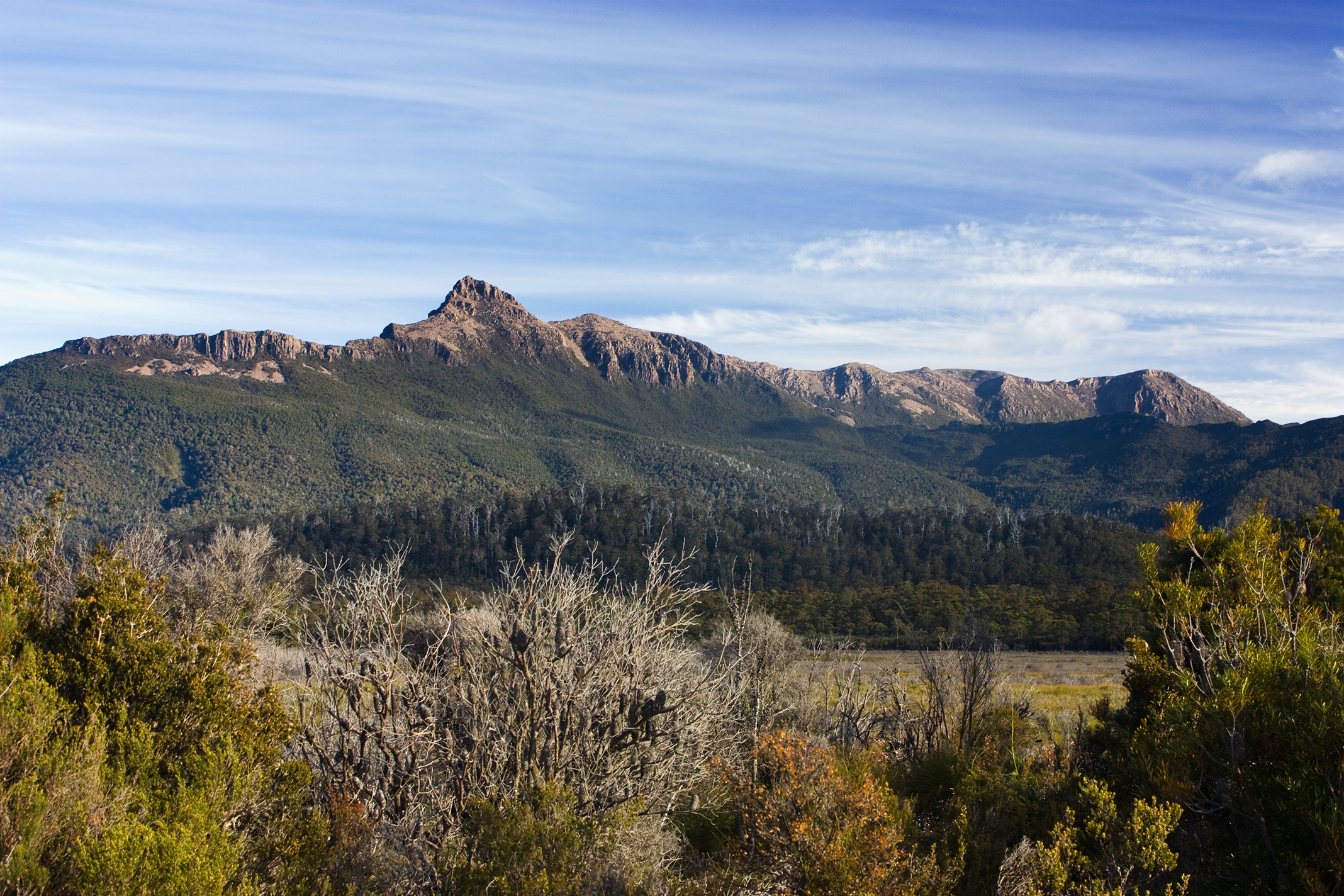
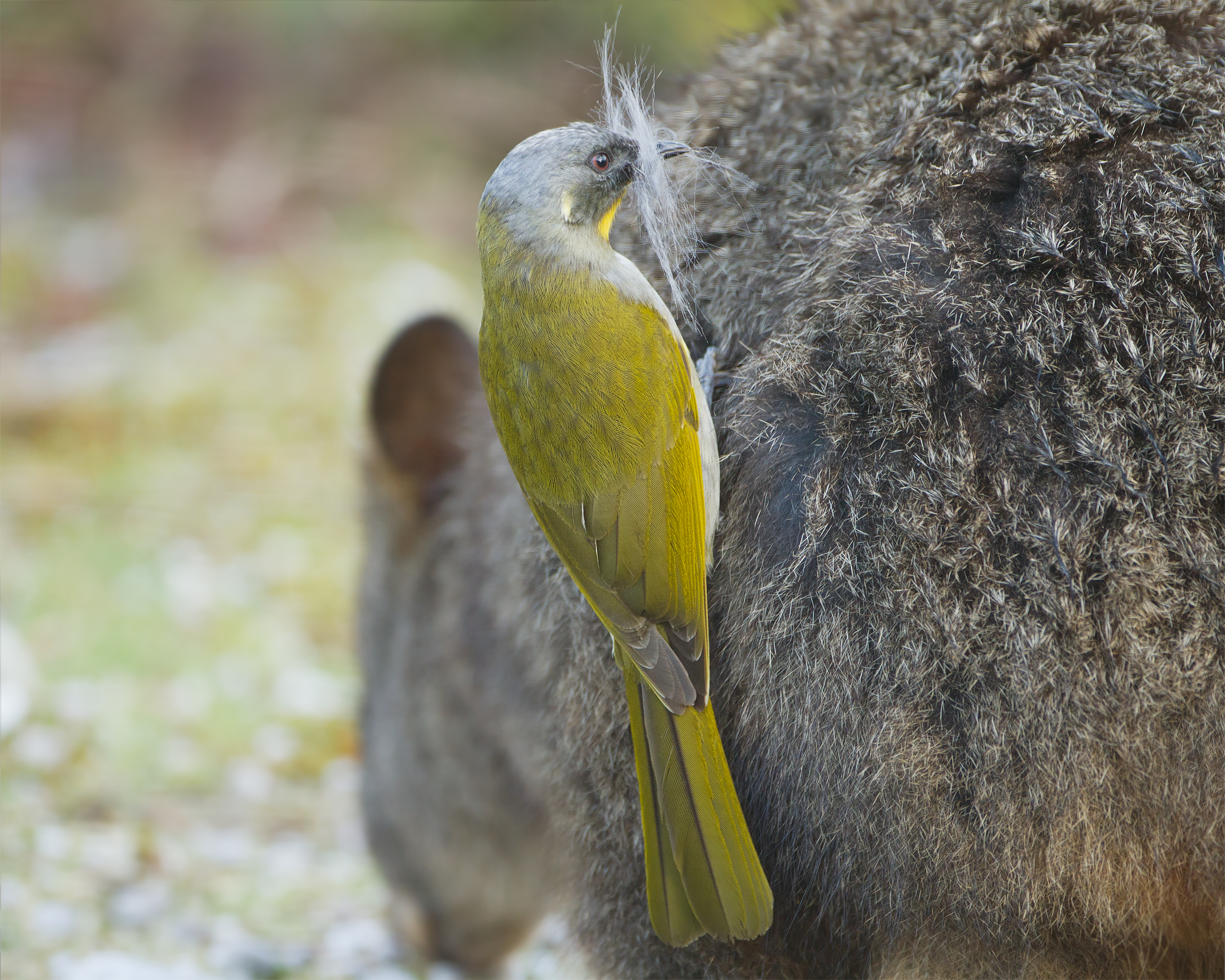